# Camisia presbytis
Camisia presbytis är en kvalsterart som beskrevs av Matthew J. Colloff 1993. Camisia presbytis ingår i släktet Camisia och familjen Camisiidae. Inga underarter finns listade.